# Els sense nom (sèrie de televisió)
Els sense nom és una sèrie de televisió per internet espanyola de thriller psicològic creada per Pau Freixas i Pol Cortecans, escrita per Cortecans i dirigida per Freixas per a Movistar Plus+. Està produïda per Filmax i protagonitzada per Miren Ibarguren, Rodrigo de la Serna i Milena Smit. Es va estrenar a Movistar Plus+ el 26 de juny de 2025.

## Argument
Anys després d'haver perdut la seva filla, Ángela (Valentina Gaya), de manera traumàtica, Claudia (Miren Ibarguren) per fi ha començat a recuperar-se del trauma. Tot i això, quan descobreix la possibilitat que Ángela podria seguir viva, Claudia uneix forces amb Salazar (Rodrigo de la Serna), l'inspector que va portar el cas, i Laura (Milena Smit), una jove a qui Ángela va salvar la vida, per tornar a seguir la pista de la nena, desenterrant una veritat aterridora.

## Repartiment

### Repartiment principal
- Miren Ibarguren com a Claudia Durán
- Rodrigo de la Serna com Javier Salazar
- Milena Smit com a Laura Rey Ortiz (Episodi 1 - Episodi 5)
- Daniel Pérez Prada com a Varela
- Pau Derqui com a Gus

Amb la col·laboració especial de:
- Susi Sánchez com Amanda (Episodi 1 - Episodi 3)
- Ana Torrent com a Dra. Villéin (Episodi 3 - Episodi 5)
- José Manuel Poga com Kevin (Episodi 4 - Episodi 5)

### Repartiment secundari
- Bastien Ughetto com Tomás Canseco Heredia (Episodi 1 - Episodi 4)
- Elvira Mínguez com a Sofia (Episodi 1 - Episodi 3; Episodi 5)
- Eva Santolaria com Judith (Episodi 3 - Episodi 5)
- Francesc Garrido com a Santini (Episodi 1 - Episodi 2; Episodi 4 - Episodi 6)
- Bea Segura com Susana (Episodi 1 - Episodi 2)

### Repartiment convidat
- Valentina Gaya com Ángela Castro nena (Episodi 1 - Episodi 5)
- Alicia Bravo com Ángela Castro adolescent (Episodi 1; Episodi 3 - Episodi 6)
- Manel Llunell com a José Linares Castro (Episodi 1; Episodi 3 - Episodi 4)
- Tomàs de l'Estal com a Arturo Olivares (Episodi 2)
- Adrian Grösser com Àlaba (Episodi 3 - Episodi 6)
- Pablo Capuz com a Marc (Episodi 3)
- Montserrat Alcoverro com a Gloria Castro (Episodi 3)
- Estefania dels Santos com a Bàrbara (Episodi 4)
- Carlota Olcina com a Sara (Episodi 6)

## Producció
El 30 de març de 2020, es va anunciar per primera vegada que Pau Freixas i Jaume Balagueró estaven desenvolupant per a Filmax una adaptació a televisió de la novel·la Els sense nom de Ramsey Campbell, 21 anys després de l'adaptació a cinema dirigida pel segon en 1999. Quatre anys després, a l'octubre de 20 i havia estat comprada per Movistar Plus+. Miren Ibarguren, Rodrigo de la Serna i Milena Smit van ser confirmats com els actors protagonistes, mentre que Freixas i Pol Cortecans van ser confirmats respectivament com a director i guionista de la sèrie. A més de Barcelona, altres nombrosos municipis catalans van acollir el rodatge de la sèrie, incloent-hi Calders, Sardanyola del Vallès, El Prat de Llobregat, Esparreguera, Hospitalet de Llobregat, Llissà de Munt, Seva, Terrassa, Sant Adrià de Besòs , Sant Cu Coloma de Cervelló, Vidrà i Poblenou del Delta.

## Llançament i màrqueting
L'octubre del 2024, coincidint amb l'inici del rodatge de la sèrie, Movistar Plus+ va llançar el primer avançament de la sèrie. El 29 d'abril del 2025, Movistar Plus+ va anunciar que la sèrie s'estrenaria a la seva plataforma el 26 de juny del 2025. El 22 de maig del 2025, el tràiler de la sèrie va ser llançat.